# Rojściszki
Rojściszki (biał. Ройсцішкі, Rojsciszki; ros. Ройстишки, Rojstiszki) – chutor na Białorusi, w obwodzie grodzieńskim, w rejonie ostrowieckim, w sielsowiecie Ryteń, w pobliżu granicy z Litwą.
W pobliżu chutoru znajduje się Rezerwat Wodno-Bagienny Biały Mech.

## Historia
W czasach zaborów zaścianek w gminie Aleksandrowo, w powiecie święciańskim, w guberni wileńskiej Imperium Rosyjskiego. W 1905 roku zaścianek należał do Jackowskiego, liczył 3 mieszkańców, 5 dziesięcin.
W dwudziestoleciu międzywojennym zaścianek leżący w Polsce, w województwie wileńskim, w powiecie święciańskim, w gminie Kiemieliszki.
W 1931 w 5 domach zamieszkiwało 17 osób.
Miejscowość należała do parafii rzymskokatolickiej w Kiemieliszkach. Podlegała pod Sąd Grodzki w Święcianach i Okręgowy w Wilnie; właściwy urząd pocztowy mieścił się w Kiemieliszkach.
Po II wojnie światowej w granicach Związku Sowieckiego. Od 1991 w niepodległej Białorusi.